# نئاندرتال (رمان)
نئاندرتال (به انگلیسی: Neanderthal) یک رمان آمریکایی نوشته جان دارنتون منتشر شده توسط رندوم هاوس در سال ۱۹۹۶ است.